# ハインツ・リンドナー
ハインツ・リンドナー（Heinz Lindner 、1990年7月17日 - ）は、オーストリア・リンツ出身のプロサッカー選手。オーストリア代表。FCシオン所属。ポジションはゴールキーパー。

## 経歴
オーストリア・ブンデスリーガに属するLASKリンツ及び名門FKアウストリア・ウィーンのアカデミー出身。アカデミー卒業後、18歳でプロ契約を結びセカンドチームを経て2010年にトップチームの一員としてオーストリア・ブンデスリーガでのデビューを果たす。
同期のチームメートにはダヴィド・アラバ（現FCバイエルン・ミュンヘン）、アレクサンダル・ドラゴヴィッチ（現レスター・シティFC）、ユリアン・バウムガルトリンガー（現バイエル・レバークーゼン）、ズラトコ・ユヌゾヴィッチ（現ヴェルダー・ブレーメン）らがいる。
FKアウストリア・ウィーンではUEFAチャンピオンズリーグ本大会、UEFAヨーロッパリーグ本大会、オーストリア・ブンデスリーガを含めた公式戦202試合に出場し、77試合を無失点で抑えた。
2015年1月、リーガ・エスパニョーラ・プリメーラ・ディビシオンのコルドバCFから獲得オファーがあったが、選手本人はこの移籍を自ら断り、同年7月にドイツ・ブンデスリーガ1部に属するアイントラハト・フランクフルトへの移籍を選択した。
2017年7月、スイス・スーパーリーグ1部に属するグラスホッパー・クラブ・チューリッヒに移籍。2017-18年シーズンはリーグ戦第1節からフル出場を続けている。
チューリッヒ退団後、3か月もの間未所属が続いたが、2019年10月、ドイツのSVヴェーエン・ヴィースバーデンへ加入した。
2020年9月、FCバーゼルと2023年までの契約を結んだ。
2022年6月26日、FCシオンに移籍した。

## タイトル

### クラブ
FKアウストリア・ウィーン
- オーストリア・ブンデスリーガ（1回）： 2012-13

### 個人
- オーストリア・ブンデスリーガ 年間最優秀GK賞受賞 1回　（2012-13）

## 代表歴
2012年6月の親善試合・ウクライナ代表戦でA代表初キャップ。
2016年にフランスで開催されたUEFA欧州選手権本大会までは控えGKの立場であったが、2017年に入ってから2018 FIFAワールドカップ・ヨーロッパ予選ではフル出場を果たしている。